# 松平頼敬
松平 頼敬（まつだいら よりゆき）は、江戸時代後期の大名。常陸国宍戸藩6代藩主。官位は従五位下・靭負佐。

## 略歴
5代藩主・松平頼救の長男。母は杉崎氏。幼名は信之助。
享和2年（1802年）4月5日、父の隠居により跡を継ぐ。文化4年（1807年）11月8日に父に先立って21歳で死去し、跡を養嗣子の頼筠（宗家の従兄・水戸藩主徳川治紀の五男）が継いだ。法号は円暁院殿廓誉法然浄性大居士。墓所は茨城県常陸太田市瑞竜町の瑞龍山。

## 系譜
- 正室：松平頼周娘
- 側室：服部氏
  - 長女：銀 - 秋元広朝室のち天野昌凭室のち久保田政徳室
- 養子
  - 女子：金 - 松平頼筠正室
  - 男子：頼筠 - 徳川治紀の五男